# Zamba
Pour les articles homonymes, voir Zamba (homonymie).

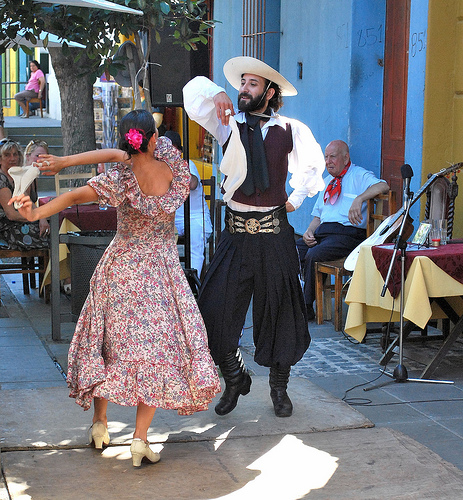
Zamba

La zamba est un genre musical dansant typique des provinces du nord de l'Argentine. On ne doit pas la confondre avec la samba de Rio de Janeiro. Zamba, zambos désignait à l'origine les métisses. Elle a été proposée comme la danse nationale du pays.

## La danse
Cette danse est dérivée de la Zamacueca péruvienne, qui a été créée vers 1824 à Lima, avec des éléments apportés par les danses de cette époque. La zamacueca arriva au Chili vers 1824, puis à Mendoza et entra au nord de l'Argentine depuis la Bolivie. À partir de ce moment on la dansa dans toutes les provinces, sauf Buenos Aires, donnant lieu à la création de quelques descendantes, dont la Zamba. 
Comme la chacarera, c’est une danse de couple, ou hommes et femmes se font face. C’est une danse de séduction, lente, le contact se faisant uniquement par l’intermédiaire des pañuelos (mouchoirs blancs), comme pour la cueca. Le jeu d’interprétation est un véritable roman... La poésie des paroles évoque souvent l'amour, les drames, la dureté de la vie rurale argentine... 

## Structure
La structure du texte d'une zamba est définie de façon stricte : elle comprend une introduction de 8 à 10 mesures, puis deux parties (souvent annoncées lors de l'interprétation par des phrases telles que "Primera" ou "Segunda") de deux strophes chacune, et un refrain ou "estribillo". Chaque strophe est composée de quatre vers, de sept syllabes les impairs, et de neuf syllabes les pairs. Les deux derniers vers de chaque strophe sont répétés lors de l'interprétation.
Les deux strophes se distinguent par le fait que les rimes de la première sont organisées selon le schéma (A-B-A-B), tandis que la seconde voit ses rimes organisées selon le schéma (A-B-C-B).

## La musique
La musique se joue au chant et à la guitare et parfois d'autres instruments pour la mélodie, le rythme étant marqué par le bombo argentin (bombo legüero), tambour grave frappé sur la peau et le bois. La guitare si elle est seule alterne la mélodie et les accords reprenant la rythmique caractéristique du bombo en fin de phrase.
C'est une musique assez lente et prenante. En ceci, elle se rapproche du Yaravi (c'était un chant à l'origine) et de la Vidala, mais elle est plus rythmée. 
C'est du 3/4 6/8, mais il y a polémique (voir sur la page en espagnol). Le rythme simplifié est : croche pointée double, deux croches, noire.
Un des exemples les plus classiques de la zamba est la "Zamba de mi esperanza" (Jorge Cafrune), interprétée par de très nombreux groupes et chanteurs folkloriques sud-américains.
Elle est encore tres appréciée de la nouvelle génération : Facundo Toro y Raly Barrionuevo (reprise de Las Golondrinas)

### interprètes
- Atahualpa Yupanqui (Zamba del pañuelo)
- Eduardo Falú (Las Golondrinas)
- Mercedes Sosa (Alfonsina y el mar)[2]
- Amando Risueño (Zamba de mi esperanza, Luna tucumana, El arriero...)